# Guldbaggegalan 2006
Den 41:a Guldbaggegalan, som belönade svenska filmer från 2005, sändes från Göteborgsoperan, Göteborg den 30 januari 2006.

## Vinnare och nominerade
| Bästa film | Bästa regi |
| --- | --- |
| - Ninas resa – Kaśka Krośny - Mun mot mun – Clas Gunnarsson - Zozo – Anna Anthony                                     | - Ulf Malmros – Tjenare kungen - Björn Runge – Mun mot mun - Josef Fares – Zozo                                                |
| Bästa manliga huvudroll                                                                                               | Bästa kvinnliga huvudroll |
| - Krister Henriksson – Sex, hopp & kärlek - Mikael Persbrandt – Bang Bang Orangutang - Peter Andersson – Mun mot mun  | - Maria Lundqvist – Den bästa av mödrar - Tuva Novotny – Fyra veckor i juni - Amanda Ooms – Harrys döttrar                     |
| Bästa manliga biroll                                                                                                  | Bästa kvinnliga biroll |
| - Magnus Krepper – Mun mot mun - Michael Nyqvist – Den bästa av mödrar - Börje Ahlstedt – Percy, Buffalo Bill och jag | - Ghita Nørby – Fyra veckor i juni - Tuva Novotny – Bang Bang Orangutang - Sofia Westberg – Mun mot mun                        |
| Bästa manuskript | Bästa foto |
| - Lena Einhorn – Ninas resa - Björn Runge – Mun mot mun - Josef Fares – Zozo                                          | - Aril Wretblad – Zozo - Philip Øgaard – Kim Novak badade aldrig i Genesarets sjö - Anders Bohman – Mun mot mun                |
| Bästa dokumentärfilm                                                                                                  | Bästa kortfilm |
| - Prostitution bakom slöjan – Nahid Persson - Brunnen – Kristian Petri - Kinchen – Måns Månsson                       | - En nattsaga – Maja Lindström - Scen nr: 6882 ur mitt liv – Ruben Östlund - Sportstugan – Gunilla Heilborn och Mårten Nilsson |
| Bästa prestation ljud                                                                                                 | Bästa prestation bild |
| - Adam Nordén, för musiken i Zozo                                                                                     | - Jaana Fomin, för kostymdesignen i Tjenare kungen                                                                             |
| Bästa utländska film                                                                                                  | Hedersguldbaggen |
| - Barnet – Bröderna Dardenne - Dolt hot – Michael Haneke - Barnen som inte fanns – Hirokazu Koreeda                   | - Anita Björk, skådespelare och professors namn 2001.                                                                          |
| Gullspira | Ingmar Bergman-priset |
| - Per Åhlin, tecknare och regissör                                                                                    | - Åse Kleveland för "sin initiativkraft, sitt mod och sin klokhet"                                                             |